# Robert Cazalet
Pour les articles homonymes, voir Cazalet.
Robert Cazalet, né le 19 octobre 1924 à Bègles et mort le 18 octobre 2012 à Arès (Gironde), est un homme politique français.

## Biographie
Robert Cazalet crée, dans sa ville natale, en 1965 la « société moderne de travaux routier » (la Moter) et exploite des carrières de graves.
Il occupe des fonctions politiques sur le bassin d'Arcachon durant 27 ans (de 1971 à 1998) et son influence conduit à ce qu'il soit surnommé « l'empereur du Bassin ». Son premier échec politique, à 71 ans, en 1995, est la perte de l'élection municipale de Lège-Cap-Ferret, que son premier adjoint, Michel Sammarcelli (RPR), remporte. Puis en 1997, à la suite de la dissolution de l'Assemblée nationale par Jacques Chirac, il perd son siège de député de la Gironde.
Sa « grande œuvre » fut l'assainissement du bassin d'Arcachon grâce aux travaux du Syndicat intercommunal du bassin d'Arcachon (SIBA) qu'il a contribué à créer.
Atteint par la maladie, il partage son temps entre la presqu'île du Cap-Ferret et une résidence secondaire en Guadeloupe.
Sa fille Anne-Marie Cazalet, née le 27 septembre 1955, est maire-adjointe de Bordeaux pour le quartier Chartrons, Grand-Parc et Jardin public.

## Détail des fonctions et des mandats

### Mandats parlementaires
- 2 avril 1986 - 14 mai 1988 : Député de la Gironde ; VIIIe législature
- 12 juin 1988 - 1er avril 1993 : Député de la 8e circonscription de la Gironde ; IXe législature
- 28 mars 1993 - 21 avril 1997 : Député de la 8e circonscription de la Gironde ; Xe législature

### Mandats locaux
- 1971-1995 : maire de Lège-Cap-Ferret ; 4 mandats
- 1973-1998 : conseiller général du canton d'Audenge ; 4 mandats
- 1974-1995 : fondateur et président du SIBA

### Fonctions partisanes
- 1990-1996 : président de l'UDF de Gironde